# Binnenpoort (Den Haag)
De Binnenpoort of Middenpoort is een van de vier bewaard gebleven toegangspoorten die toegang geven tot het Binnenhof in Den Haag. De poort vormt de verbinding tussen de bebouwing aan de noordzijde en de Ridderzaal. Ze is samen met de nabijgelegen Mauritspoort gebouwd in 1634 en werd gebruikt om het Binnenhof af te sluiten. De toegangspoort is van baksteen met zandstenen omlijstingen. Boven de poort bevinden zich twee leeuwen. Naast de poort bevinden zich twee voetgangersdoorgangen. Boven de poort bevindt zich een vergaderruimte bereikbaar vanuit de witte galerij. Dit was een vroegere verbindingsgang naar de Grafelijke zalen.
Het object staat sinds 1967 als rijksmonument in het rijksmonumentenregister ingeschreven. 

## Foto's

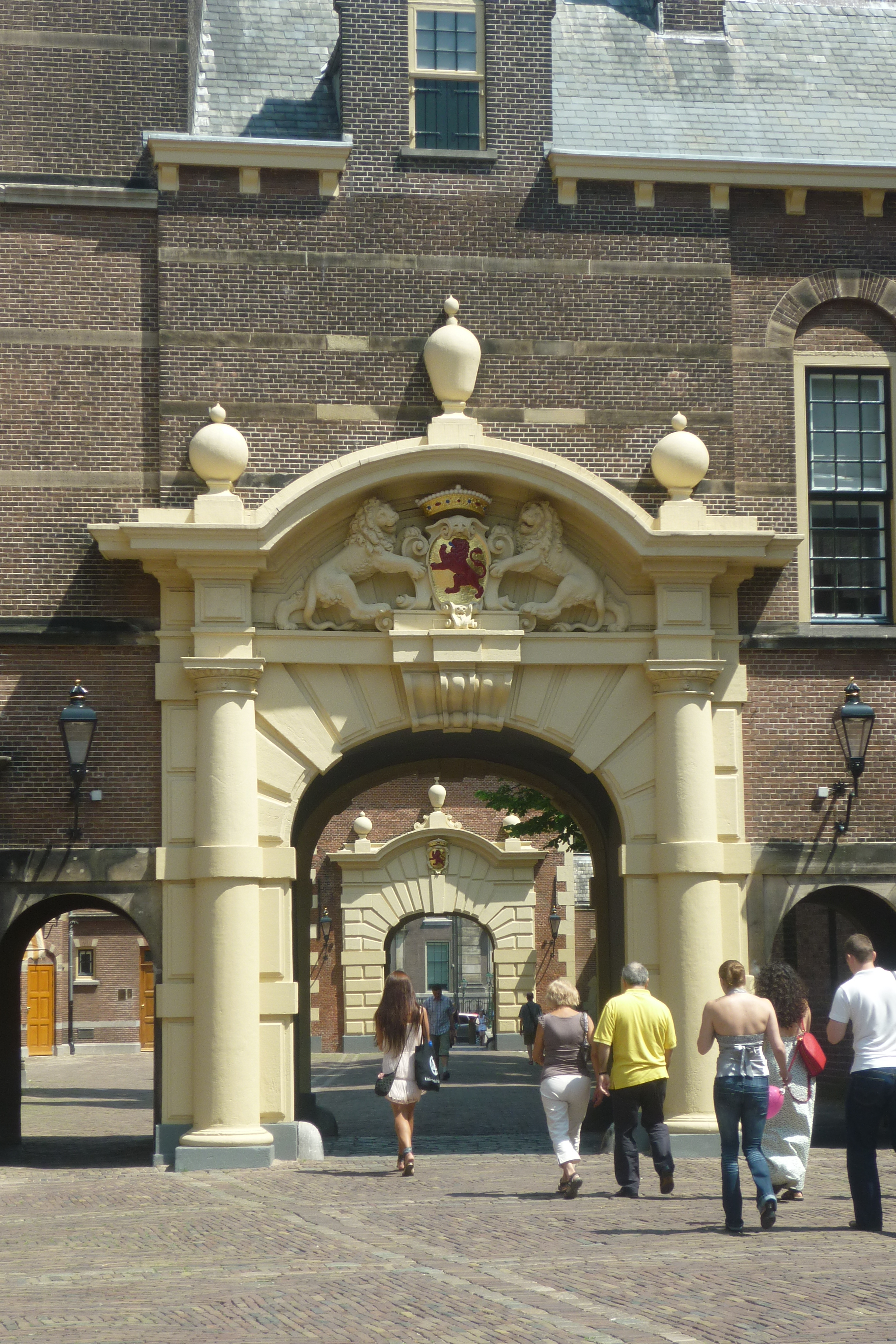
Mauritspoort gezien door de Binnenpoort
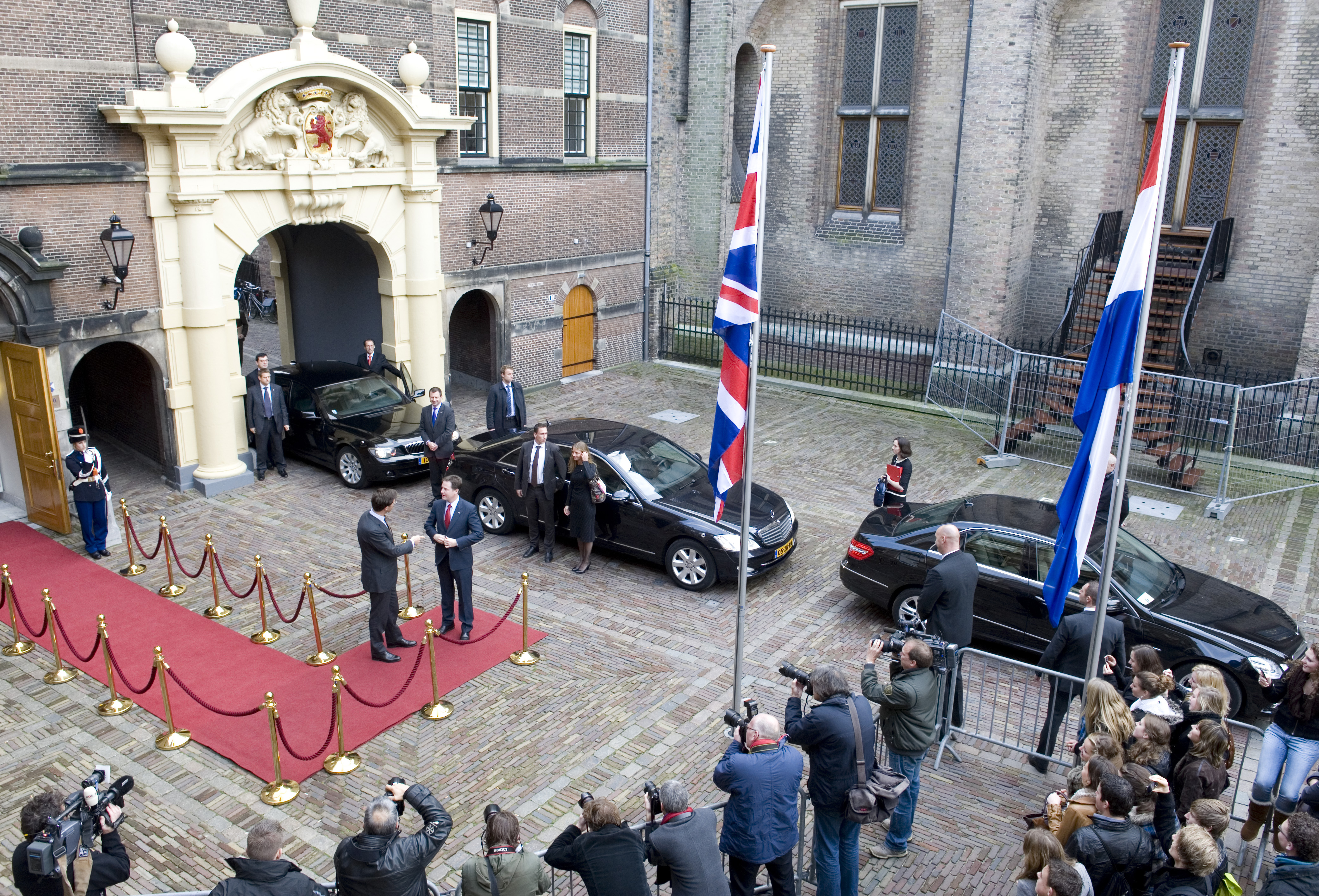
Minister-president Rutte ontvangt de Britse vice-minister-president Clegg op het Binnenhof
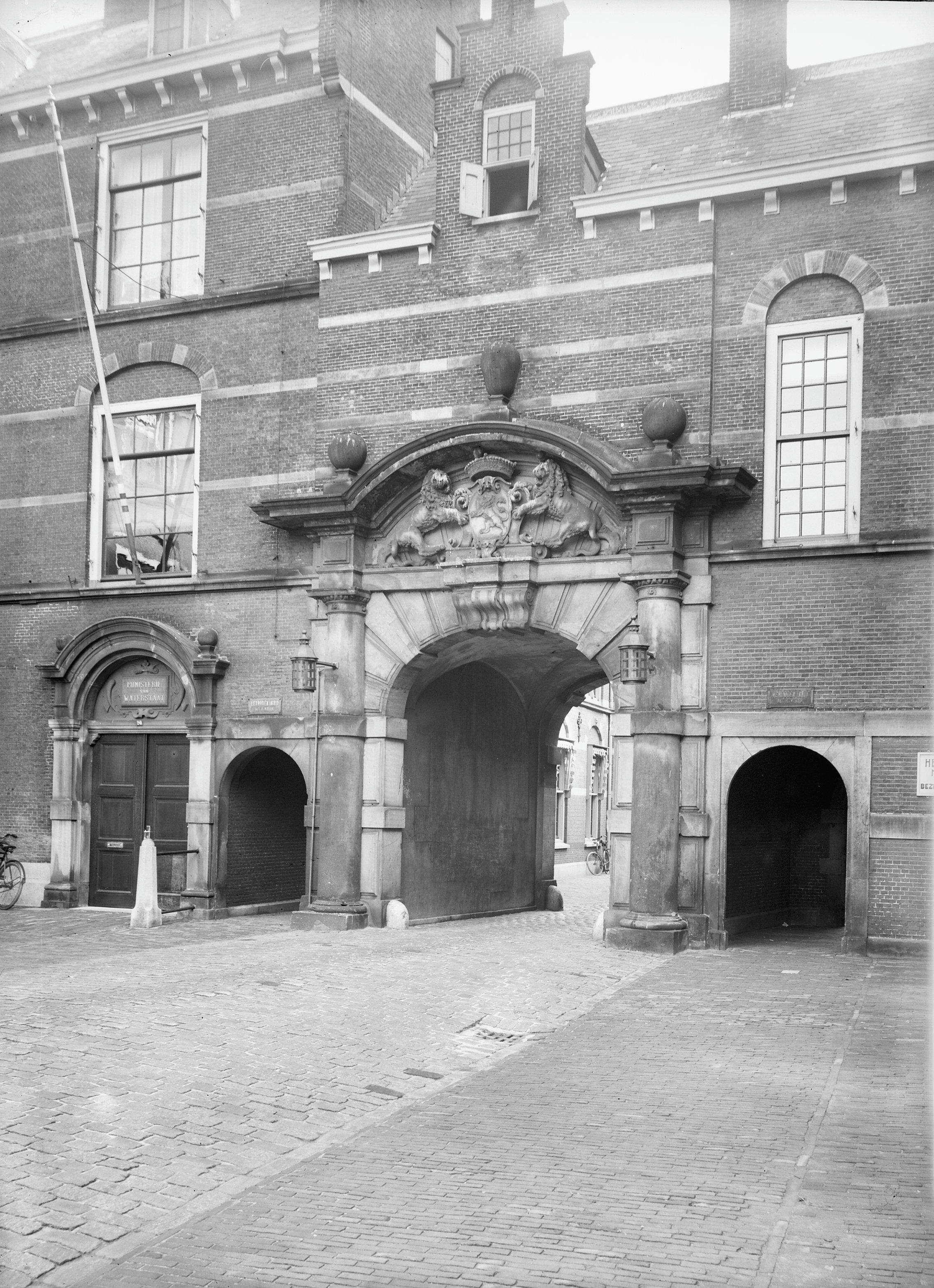
Binnenpoort in 1931
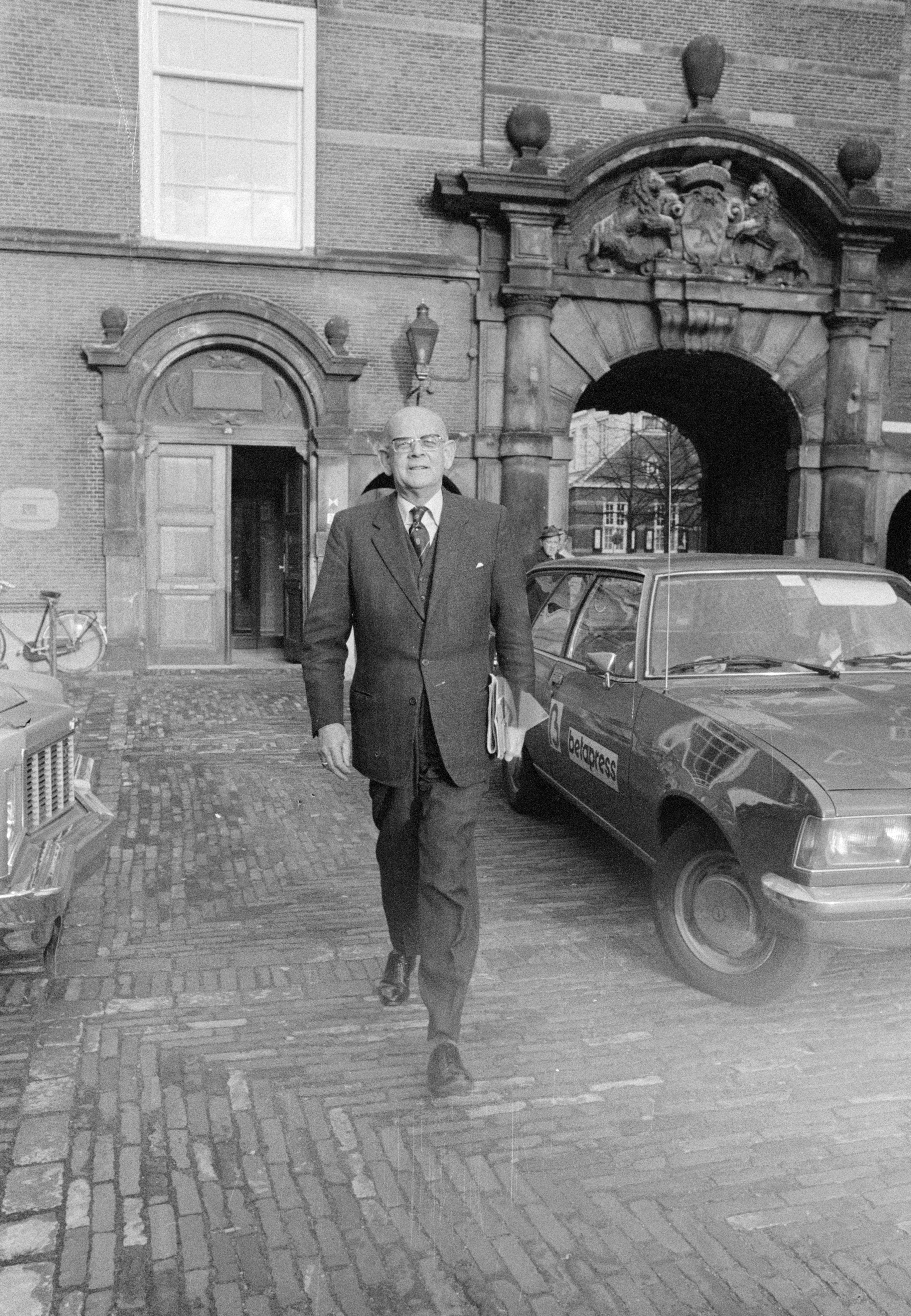
Minister Wilhelm Friedrich de Gaay Fortman voor de Binnenpoort op 1 november 1977